# Savoia-Marchetti S.56
Savoia-Marchetti S.56 byl jednomotorový létající člun, smíšené převážně dřevěné konstrukce, který poprvé vzlétl v Itálii v roce 1924. Do výroby se dostal v roce 1927 a byl využíván jako cvičný a malý dopravní (turistický) letoun.

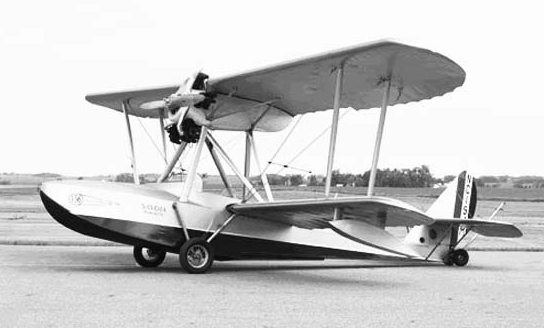
Savoia-Marchetti S.56

## Vznik a vývoj
Ing. Allesandro Marchetti (1884–1966) byl v letech po první světové válce inovativní, ale málo známý konstruktér. Jeho profesní dráha odstartovala, až když nastoupil ke společnosti Societa Idrovolanti Alta Italia (SIAI), později SIAI Marchetti. Tato společnost se v krátkém čase, již pod zaužívaným názvem na Savoia-Marchetti (jména Savoia a Marchetti byla spojena v roce 1922, kdy se Alessandro Marchetti stal technickým ředitelem společnosti), stala největším výrobcem hydroplánů v Itálii. Marchetti se proslavil konstrukcí dvoutrupého hydroplánu Savoia-Marchetti S.55, na který navázal podstatně menším letounem Savoia-Marchetti S.56. První let tento letoun absolvoval v srpnu 1924.
Tento letoun byl úspěšný v USA, kde byl stavěn na základě licence společností American Aeronautics Corporation (AAC) na Long Islandu (Port Washington) ve státě New York. Společnost AAC zahájila licenční výrobu dvoumístných letounů S-56 v roce 1929. Ty byly zprvu poháněny motorem Kinner K-5 o výkonu 90 koní (67 kW). Potom následovalo 40 strojů S-56B v třímístném provedení s motorem Kinner B-5 (125 k/93 kW). Jeden letoun byl postaven s uzavřeným krytem kabiny a další (S-56C) byl přestavěn na jednomístné provedení s přídavnými, palivovými nádržemi. Celokovová verze S-56 byla postavena americkou společností Edwin Budd Corporation v roce 1932 a byla označena jako Budd BB-1.
Rumunsko objednalo v Itálii pro své vojenské námořní letectvo hydroplány typu Savoia-Marchetti S.56 a současně uzavřelo s firmou úmluvu ve věci výcviku pilotů a mechaniků (1929). V rumunské námořní letecké letecké škole od roku 1932 sloužilo 6 letadel. Nejprve byly osazeny sedmiválcovými motory Walter NZ-85 a později jejich nástupcem Walter Venus. V druhé polovině 30. let byly osazeny devítiválcovými motory Walter NZ-120-II, což byl modernizovaný NZ-120 na výkon 130 k. Ve službě tyto letouny byly až do roku 1940, dokud nebyly zničeny totálním opotřebením konstrukce.

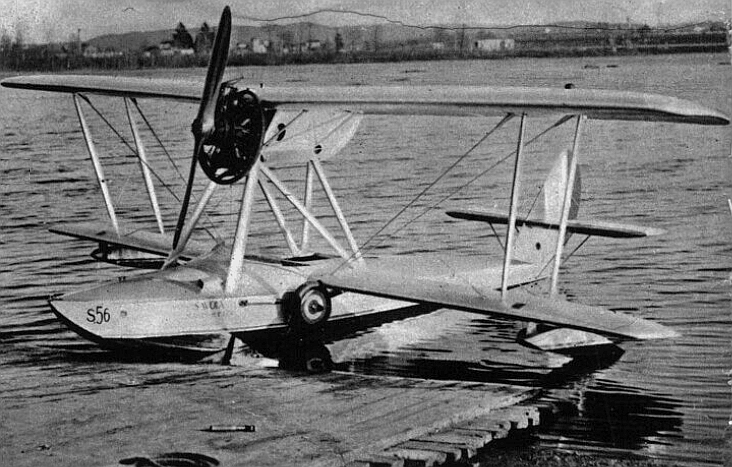
Walter Venus a letadlo Savoia-Marchetti S.56

## Popis letounu
Savoia-Marchetti S.56 z roku 1924 byl třímístný cvičný a turistický létající člun s otevřenou kabinou. Tento dvouplošník s nestejným rozpětím křídel byl smíšené, převážně dřevěné konstrukce. Pilot a druhý pilot seděli vedle sebe v samostatných kokpitech vybavených dvojím ovládáním, přičemž třetí kokpit byl umístěn hned za nimi. Do spodního křídla byly integrovány dva plováky. Horní křídlo bylo podepřeno na obou stranách párem vzpěr. Nad trupem byly další vzpěry, které sloužily jako podpora motorové gondoly umístěné těsně pod horním křídlem. Trup byl vyroben ze dřeva (dub, smrk) a pokryt deskami z překližky a plátěným potahem.
Letoun S.56 byl poháněn motorem Anzani s výkonem 70k/52 kW. Model S.56A s motorem Anzani o výkonu 80k/60 kW byl obojživelným typem, protože byl vybaven s ručně zatahovacím, kolovým podvozkem.
Na tomto letounu bylo použito několik typů motorů. Mimo zmíněných Anzani to byly motory Fiat A.53 (115 k/86 kW), Fiat A.54 (135 k/101 kW) a Walter Venus (110 k/81 kW). Na letounech vyráběných v USA byl používán motory Kinner K-5 (90 k/67 kW), Kinner B-5 (125 k/93 kW) popř. Kinner C-5 (210 k/154 kW).

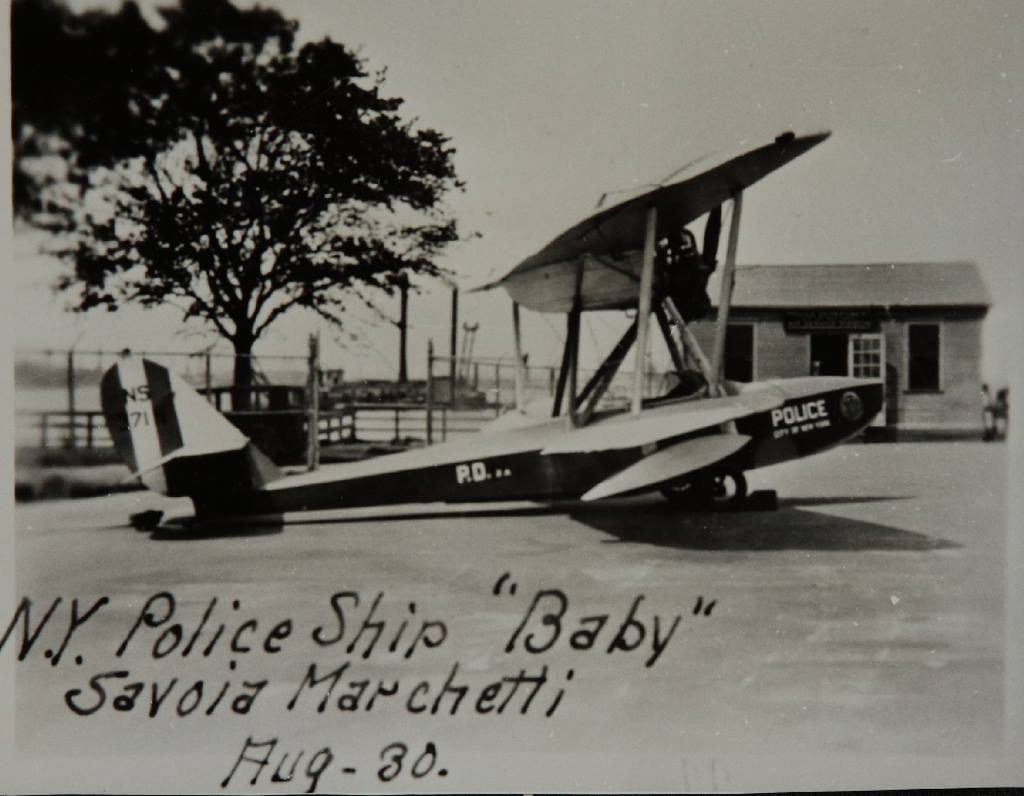
Savoia-Marchetti S-56, New York City Police Department, USA

## Použití
Továrna SIAI Marchetti nasadila v roce 1925 závodu Coppa d´ltalia dva letouny. Pilot Passaleva s motorem Anzani 80k/60 kW v soutěži obsadil slušné 6. místo. Druhý letoun pilotovaný Nanettim soutěž nedokončil. Pro úplnost nutno dodat, že v závodě zvítězil tovární pilot Karel Fritsch na letounu Avia BH-11 s motorem Walter NZ-60. V roce 1927 tento letoun překonal výškový rekord a rekord na vzdálenost pro lehké hydroplány. Dosáhl výšky 5 258 metrů a délky letu 22 hodin a 23 minut. Do roku 1934 bylo v Itálii vyrobeno nejméně 12 letounů S.56A, z nichž bylo 8 zaneseno do italského leteckého rejstříku (I-AAQD, I-BBAR, I-AACC, I-ABDK, I-AEDA, I-TALA, I-ANFI a I-HALA). Regia Aeronautica tři ze čtyř letounů odeslala do Somálska za účelem výcviku pilotů. Zbývající byly prodány soukromým majitelům a klubům.
Nejznámější civilní použití tohoto letadla evropské konstrukce je u policie New Yorku. Společnost American Aeronautical Corporation dodala policii města New Yorku tato třísedadlová letadla obojživelného typu se sklopným podvozkem pro přistávání na letišti anebo na vodě. Poměry, jaké zavládly v poslední době v okolí New Yorku rozvojem letectví, přinutily městskou správu, aby sáhla k tomuto zařízení, které umožní stíhání provinilců, překračujících letecké předpisy. Domovský přístav tato letadla měla na letišti Glenn Curtiss v New Yorku, které založil budovatel panamského průplavu. Na této základně leteckého sboru městské policie byly tedy i lehké hydroplány Savoia Marchetti S-56 (celkem 6 ks).

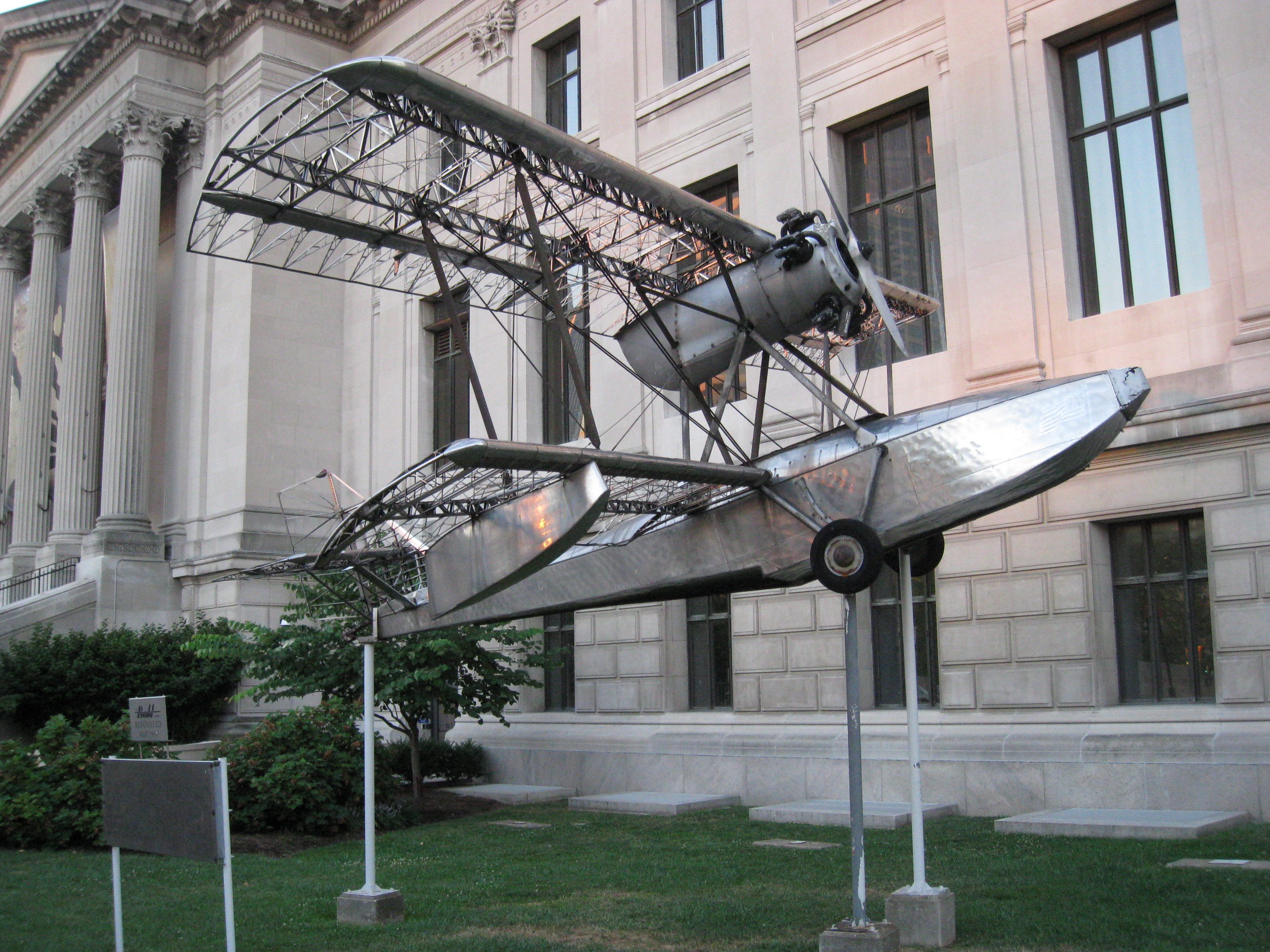
Budd BB-1 Pioneer (Philadelphia)

Jednomístný letoun 56.C byl použit na okružní let americkým podnikatelem Zacharym Reynoldsem (1931–1932). Zachary Smith Reynolds, nejmladší syn tabákového magnáta R. J. Reynoldse (R. J. Reynolds Tobacco Company), nalétal s tímto typem (imatrikulace NR898W) přizpůsobeným pro dlouhé cesty 17 000 kilometrů mezi Anglií a Čínou (z Londýna do Hongkongu).

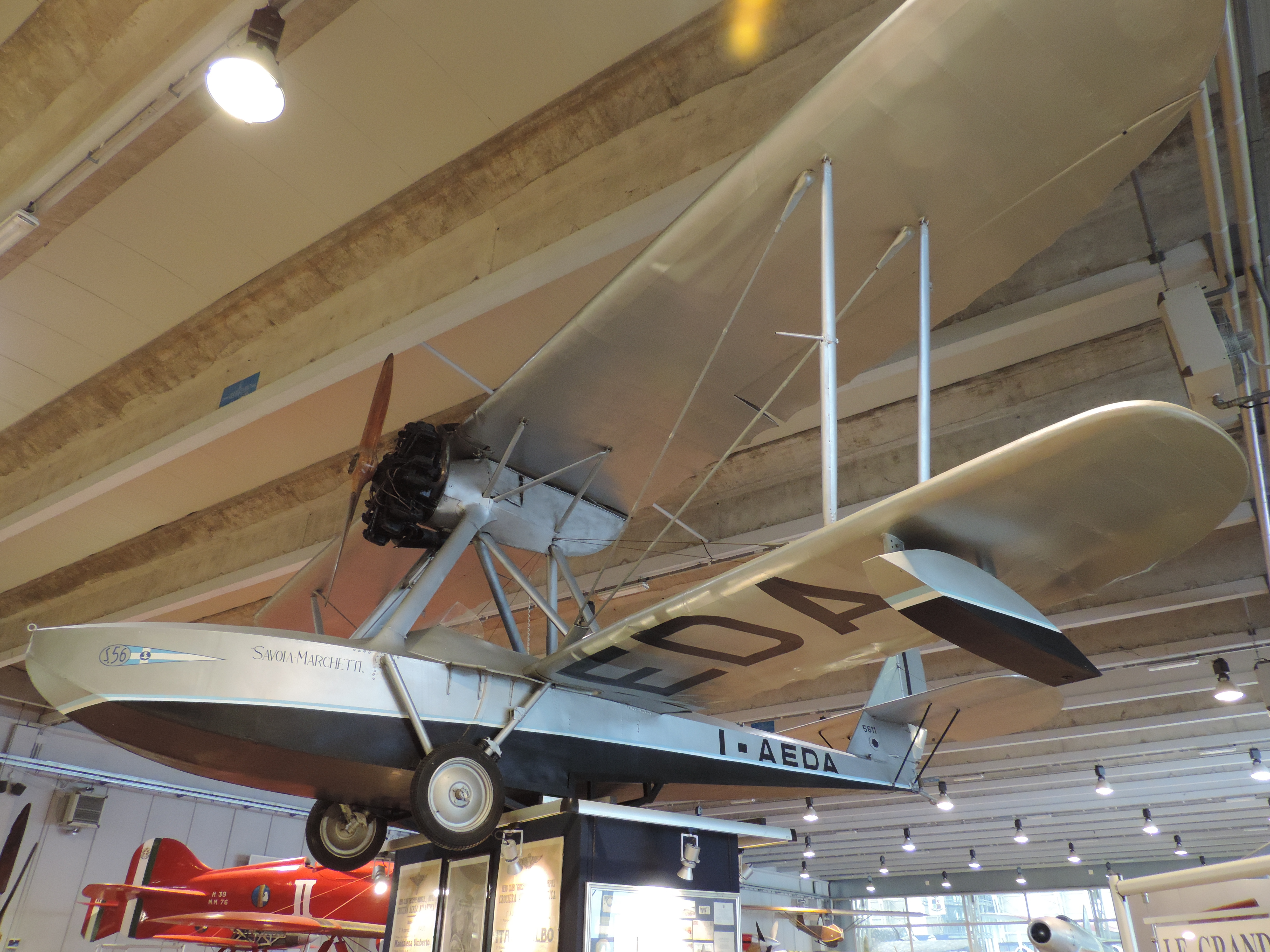
Savoia-Marchetti S.56 (Museo Storico dell Aeronautico Militare)

## Dochované exempláře
- Jeden letoun Savoia-Marchetti S.56 je vystaven v muzeu Museo Storico dell Aeronautico Militare v Římě, původní imatrikulace I-AEDA[13]
- Obojživelné letadlo S.56 postavené společností American Aeronautical Corp. (licence Savoia Marchetti) je vystaveno v muzeu Cradle of Aviation Museum, původní imatrikulace N349N[14] a další stroj S.56C (imatrikulace NC194M) bude od roku 2022 vystaven v muzeu Carolinas Aviation Museum na mezinárodním letišti Charlotte Douglas[15]
- Celokovový Budd BB-1 Pioneer je vystaven před Franklinovým institutem ve Filadelfii[16]

## Varianty
- S.56, s motorem Anzani
- S.56A, s ručně zatahovacím podvozkem
- S-56 (American Aeronautics Corp.)
- S-56B (American Aeronautics Corp.), s uzavřeným kokpitem
- S-56C (American Aeronautics Corp.), dálkový jednosedadlový
- Pioneer Budd BB-1 (Edwin Budd Corporation), celokovový

## Uživatelé

### Civilní uživatelé
- USA
  - New York City Police Department

### Vojenští uživatelé
- Itálie
  - Regia Aeronautica (Královské letectvo)
- USA
  - United States Army Air Corps (Armádní letecký sbor Spojených států)
- Rumunsko
  - Rumunské letectvo (provozovalo letouny s motory Walter NZ-85, Walter Venus, Walter NZ-120-II)

## Specifikace

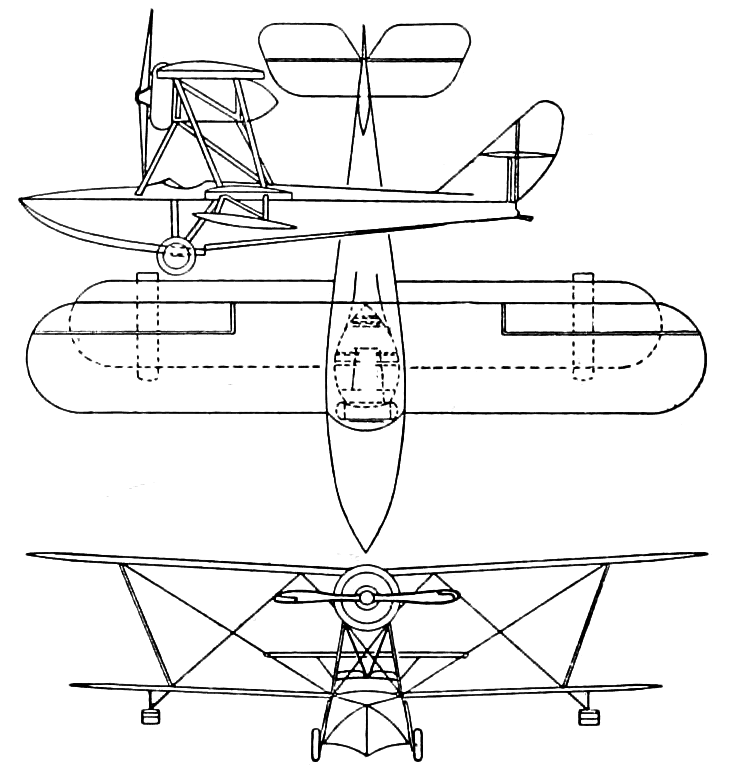
Savoia-Marchetti S.56, třípohledová skica (Aero Digest, červen 1929)

Data pro S.56 dle

### Technické údaje
- Posádka: 1–2 (celkem 3)
- Kapacita: 1–2
- Délka: 7,80 m
- Rozpětí: 10,40 m
- Výška: 3,00 m
- Nosná plocha: 26,56 m2
- Prázdná hmotnost: 640 kg
- Maximální vzletová hmotnost: 1190 kg
- Pohonná jednotka: vzduchem chlazený hvězdicový letecký sedmiválec Walter Venus
  - Maximální, vzletový: 115 k (84,6 kW) při 1800 ot/min
  - Nominální, jmenovitý: 110 k (80,9 kW) při 1750 ot/min

### Výkony
- Maximální rychlost: 144 km/h
- Cestovní rychlost: 126 km/h
- Dolet: 350 km
- Dostup: 3 600 m